# Гэбриэл, Рубен
Рубе́н Ша́лу Гэ́бриэл (англ. Reuben Shalu Gabriel; род. 25 сентября 1990, Кадуна) — нигерийский футболист, полузащитник ливанского клуба «Шабаб Аль-Сахель». Выступал в сборной Нигерии.

## Клубная карьера
Гэбриэл родился в Кадуне. В Нигерии он играл за «Кадуна Юнайтед», «Эньимба» и «Кано Пилларс».
2 апреля 2013 года Гэбриэл на правах свободного агента подписал контракт с шотландским «Килмарнок» на три года. 29 ноября 2013 он дебютировал за свою новую команду в Кубке Шотландии против «Данди Юнайтед» .
В ноябре 2013 года Рубен потребовал, чтобы «Килмарнок» выставил его на трансферный рынок. В январе он стал свободным агентом после того, как клуб принял его просьбу.
В январе 2014 года Рубен был на просмотре в английском «Тоттенхэме». Тем не менее, ничего из этого не вышло, и он перешёл в бельгийский клуб «Васланд-Беверен», подписав контракт на полтора года.
3 сентября 2021 года присоединился к саудовскому клубу «Аль-Айн».

## Выступление за сборную
Гэбриэл дебютировал за сборную Нигерии в марте 2010 года в матче против ДР Конго (5:2). Принимал участие в Кубке наций ВАФУ 2010 года.
Рубен забил свой первый гол 9 июня 2012 года, сравняв счет в гостевом матче квалификации на ЧМ—2014 против Малави (1:1). Был включён в списки 23 игроков сборной на Кубок африканских наций 2013 и чемпионат мира 2014.